# Bayerisches Rundfunkgesetz
Das Bayerische Rundfunkgesetz ist die gesetzliche Grundlage des Bayerischen Rundfunks (BR), einer Anstalt des öffentlichen Rechts (Landesrundfunkanstalt) für den Freistaat Bayern mit Sitz in München. In ihm sind der Programmauftrag, die Programmgrundsätze und die interne Organisation des Bayerischen Rundfunks festgelegt.
Die aktuell gültige Version des Gesetzes ist das Gesetz über die Errichtung und die Aufgaben einer Anstalt des öffentlichen Rechts „Der Bayerische Rundfunk“ (Bayerisches Rundfunkgesetz - BayRG) in der Fassung der Bekanntmachung vom 22. Oktober 2003. Ein erstes Bayerisches Rundfunkgesetz trat aber schon am 1. Oktober 1948 in Kraft und war Grundlage für die Entstehung des Bayerischen Rundfunks. Es wurde 1993 umfassend novelliert und den damaligen medienpolitischen Bedürfnissen angepasst. Neben dem Rundfunkgesetz gibt es auch einen Medienstaatsvertrag zwischen allen sechzehn deutschen Bundesländern, der das Verhältnis von öffentlich-rechtlichen und privatem Rundfunk im dualen Rundfunksystem regelt und der grundlegende Bestimmungen vor allem zur Finanzierung enthält.

## Artikel
- Artikel 1 hat Rechtsform, Sitz und Selbstverwaltung des BRs zum Inhalt.
- Artikel 2 definiert die abzudeckenden Themen.
- Artikel 3 behandelt die Zusammenarbeit mit anderen Rundfunkanstalten oder Unternehmen.
- Artikel 4 schreibt vor welcher Inhalt gesendet werden soll, muss oder nicht gesendet werden darf.
- Artikel 5 nennt die drei Organe des BRs: Rundfunkrat, Verwaltungsrat und Intendant.
- Artikel 5a beschreibt die allgemeinen Regelungen für Rundfunkrat und Verwaltungsrat
- Artikel 6 bestimmt die Aufgabe und Zusammensetzung des Rundfunkrats.
- Artikel 7 erläutert die Arbeit des Rundfunkrats.
- Artikel 8 beschreibt die Ausschüsse des Rundfunkrats
- Artikel 9 nennt die Zusammensetzung des Verwaltungsrats.
- Artikel 10 definiert die Aufgaben des Verwaltungsrats.
- Artikel 11 erläutert die Arbeit des Verwaltungsrats.
- Artikel 12 beinhaltet die Aufgaben des Intendanten und weitere Regelungen.
- Artikel 13 beschreibt die Haushaltsführung durch den Intendanten.
- Artikel 14 behandelt die Verwendung von Überschüssen.
- Artikel 15 regelt Übertragungskapazitäten.
- Artikel 16 schreibt dem BR eine Aufzeichnungspflicht vor.
- Artikel 17 verpflichtet den BR zur Verbreitung von Gegendarstellungen.
- Artikel 18 schreibt vor, dass es verantwortliche Personen für Sendungen geben muss.
- Artikel 19 erlaubt es Jedermann sich beim Intendanten zu beschweren.
- Artikel 20 beinhaltet Regelungen zur Freienvertretung.
- Artikel 21 behandelt den Rundfunkdatenschutzbeauftragten.
- Artikel 22 behandelt den Datenschutzbeauftragten.
- Artikel 23 regelt die Übernahme von Vermögen der ehemaligen Reichspost und der ehemaligen Reichsrundfunkgesellschaft.
- Artikel 24 legt den BR unter Rechtsaufsicht des Bayerisches Staatsministerium für Wissenschaft und Kunst
- Artikel 25 regelt behördliche Zuständigkeiten aus dem Medienstaatsvertrag.
- Artikel 26 nennt den 1. Oktober 1948 als Tag des In-Kraft-Tretens.

### Artikel 6: Rundfunkrat
Im ersten Absatz des Artikel 6 werden die Aufgaben des Rundfunkrates, seine Rechte und Pflichten beschrieben:
Absatz 3 legt fest, welche gesellschaftliche Gruppe Mitglieder in den Rundfunkrat entsendet und wie viele: Landtag (12), Staatsregierung (1), Bayerischer Städtetag (1), Bayerischer Landkreistag (1), Bayerischer Gemeindetag (1), Katholische Kirche (2, davon mindestens eine Frau aus einer kirchlichen Frauenorganisation), Evangelische Kirche (2, davon mindestens eine Frau aus einer kirchlichen Frauenorganisation), Israelitische Kultusgemeinde (1), Vereinigung der Bayerischen Wirtschaft (1), Bayerischer Bauernverband (2, davon mind. eine Frau), Industrie- und Handelskammern (1), Handwerkskammern (1),  Gewerkschaften (2, davon mindestens eine Frau), Bayerischer Journalistenverband (1), Bayerischer Zeitungsverlegerverband (1), Verband der freien Berufe (1), bayerische Hochschulen (1), Organisationen der Erwachsenenbildung (1), Lehrerverband (1), Schriftsteller-Organisationen (1), Komponisten-Organisationen (1), Musik-Organisationen (1), Intendanzen der Bayerischen Staatstheater (1), Leiter der Bayerischen Schauspielbühnen (1) Familienverbände (1), Elternvereinigung (1), Bayerischer Jugendring (1), Bayerischer Landessportverband (2, davon mind. eine Frau), Bund Naturschutz in Bayern (1), Bayerischer Heimattag (1), Bund der Vertriebenen Landesverband Bayern (1),  Verbandsvertreter aus dem Bereich Freizeit, Tourismus, Gastronomie und Hotel (1), Vertreter der Landesarbeitsgemeinschaft Selbsthilfe von Menschen mit Behinderung und chronischer Erkrankung und ihrer Angehörigen in Bayern (1), Vertreter der Arbeitsgemeinschaft der Ausländer-, Migranten- und Integrationsbeiräte Bayerns (1).